# پینوکیو و امپراتور شب
پینوکیو و امپراتور شب (به انگلیسی: Pinocchio and the Emperor of the Night) یک فیلم انیمیشن ماجراجویی و فانتزی محصول آمریکا است که در تاریخ ۲۵ دسامبر ۱۹۸۷ میلادی توسط کمپانی نیو و ورد پیکچرز منتشر شد. 

## بازیگران
- اسکات گریمز درنقش پینوکیو [۴]
- جیمز ارل جونز درنقش امپراتور شب
- دان ناتز
- تام بازلی درنقش پدر ژپتو
- ریکی لی جونز به عنوان پدرخوانده پری / پری خوب
- اد اسنر به عنوان راکون
- فرانک ولکر به عنوان ایگور میمون
- لانا بیسون به عنوان چشمک زن
- لیندا گری به عنوان زنبور عسل
- جاناتان هریس به عنوان سپهبد گروبلیبی
- ویلیام ویندام به عنوان پوپتینو

## باکس آفیس
این فیلم در کریسمس سال ۱۹۸۷ میلادی در ۱۱۸۲ سالن سینما افتتاح شد.   و حدود ۳ میلیون دلار فروش داشت این در حالی بود که بودجه این فیلم ۱۰ میلیون دلار بود.